# Dungeon Explorer
Dungeon Explorer es un videojuego de rol de acción desarrollado por Atlus y publicado por Hudson Soft, originalmente para PC Engine, en 1989.
Está considerado un precursor de los videojuegos de rol.

## Historia
La trama gira en torno a la aventura de varios héroes para encontrar la Piedra Ora para el antiguo rey de Oddesia. A causa de la invasión por la raza alienígena que ahora gobierna, la piedra fue escondida por el rey en las profundidades de las mazmorras del reino para mantenerla a salvo. Ahora, sin embargo, el rey necesita que los jugadores recuperen la piedra, que puede traer vida, luz, felicidad, y  acabar de una vez por todas con el rey alienígena, Natas: Rey Satán. Los héroes avanzan a través de diferentes mazmorras y luchan contra temibles jefes, como Bullbeast o Grimrose, para recuperar la piedra.

## Gameplay
los personajes jugables son, guerreros, magos, ladrones, bardos, elfos o gnomos. Las clases princesa y hermitaño pueden desbloquearse durante el juego. El juego soporta cinco jugadores simultáneos y las vidas extra son compartidas. El juego tuvo un novedoso sistema de contraseña para grabar el nivel durante el juego y sus estadísticas (ataque, fuerza, agilidad, e inteligencia).
Dungeon Explorer está considerado un pionero en los juegos de rol con su sistema de juego cooperativo, no visto hasta la fecha.

## Recepción
Dragon le dio al juego un 5 de 5 estrellas.
Next Generation analizó la versión para Sega y le dio 3 de 5 estrellas.